# Hordozható alkalmazásleírás
A hordozható alkalmazásleírás (angolul: Portable Application Description, rövidítve: PAD) az Association of Shareware Professionals által tervezett, géppel olvasható dokumentumformátum.
Szoftverfejlesztők számára teszi lehetővé, hogy XML nyelvű, szabványosított adatformátumban adják meg a szoftverlelőhelyek számára a termékismertetőket és a jellemzőket, mellyel a webmesterek és a szoftverkönyvtárak szerkesztői számára automatizálható a programok közzététele. Mivel a legtöbb globális szoftverkönyvtár támogatja a PAD-fájl használatát, ezért fontos szerepet játszik a szoftvermarketingben. A szerzők és a webmesterek egyaránt időt takaríthatnak meg.

## Rövid története
Az első PAD-specifikáció 2000 októberében jelent meg, azzal a szándékkal, hogy helyettesítse a file_id.diz és más szöveges programleírásokat. Azóta több módosításra került sor. A specifikáció 3.01-es verzióját 2006. novemberben adták ki.

## A PAD-fájlban tartalmazott adatok
- A szoftverkiadó adatai
  - Elérhetőségek
  - Terméktámogatási információk
- A szoftver adatai
  - A program neve, verziószáma
  - A kiadás dátuma
  - A licenc típusa
  - A szoftver ára
  - A kiadás állapota
  - A program által támogatott operációs rendszerek
  - A program kezelőfelületének nyelve
  - Kategória
  - Fájlméret
- A program 45, 80, 250, 450 és 2000 karakter hosszú leírása
- Webes adatok
  - A program weblapja
  - A program képernyőképe
  - A program ikonja
  - Letöltési URL-címek
- Engedélyek
  - Terjesztési szerződés
  - Végfelhasználói licencszerződés (EULA)

## Külső hivatkozások
- Association of Shareware Professionals Archiválva 2009. szeptember 21-i dátummal a Wayback Machine-ben
- Hogyan készítsünk PAD-fájlt?
- PADManager
- PAD-fájl érvényesítő eszköz
- Online PAD-generátor